# Evangeline megye
Evangeline megye az Amerikai Egyesült Államokban, azon belül Louisiana államban található. Megyeszékhelye és legnagyobb városa Ville Platte. Lakosainak száma 32 350 fő (2020. április 1.). Evangeline megye Rapides, Acadia, Avoyelles, Saint Landry, Allen és Jefferson Davis megyékkel határos.

## Népesség
A megye népességének változása:
| Lakosok száma | 33 961 | 33 790 | 33 558 | 33 578 | 33 743 | 32 350 |
|               | 2010   | 2011   | 2012   | 2013   | 2015   | 2020   |